# Delphi Prism
Delphi Prism - мова програмування, що походить від мов Oxygene та Delphi.NET . Це дозволяє створювати програми для платформ .NET, Mac та Linux (підтримка Mono). Майже весь синтаксис Delphi Prism походить з мови Oxygene . Delphi.NET має найпотужніші реалізовані технології, такі як DBX4 та DataSnap та кілька інших, що мова Oxygene не має. 

## Детальніше про мову Delphi Prism
- Delphi Prism орієнтована на додатки баз даних і надає розробникам архітектуру доступу до баз даних через dbExpress . Ця архітектура інтегрована в ADO.NET і дозволяє клієнтам отримати доступ до багатьох баз даних. Розробники ASP.NET можуть використовувати вбудовані механізми захисту (членство), роль (ролі), профіль та інші властивості, що надаються інтерфейсом ASP.NET для різних клієнтських рішень бази даних.
- Delphi Prism підтримує Windows Forms, Windows Presentation Foundation (WPF), ASP.NET, LINQ та Silverlight .
- Delphi Prism підтримує генеричні типи та послідовності
- Delphi Prism підтримує паралельні обчислювальні функції:

1. паралельні петлі
2. асинхронні блоки,
3. механізми програмування синхронного контролю доступу (розміщення, захищені секції)

Компілятор Delphi Prism генерує вихідний код, сумісний з компілятором CLS, тому розробники мають повний доступ до всіх мовних та виконавчих функцій .NET 3.5 

## Середовище програмування
Delphi Prism призначена для середовища розробки Microsoft Visual Studio 2008. Delphi Prism має дві версії пакету: без оточення, призначеного як доповнення до існуючої установки Visual Studio, і окремої, яка містить це середовище, однак позбавлена компіляторів Microsoft (C++, C#, Visual Basic). 